# 埃迪·霍維
愛德華·"艾迪"·賀維（英語：Edward "Eddie" Howe，1977年11月29日—）是一名英格蘭前足球運動員，司職後衛，退役後轉任領隊。曾執教伯恩茅斯，現任英超球隊紐卡索聯主教練。
不論是作為球員還是領隊，賀維大部分時間均效力於般尼茅夫。他初次執教般尼茅夫時，是英格蘭足球聯賽中最年青的領隊，但他成功帶領般尼茅夫於2010年、2013年及2015年升班，從英乙一直升至英超，經歷五個賽季後方於2020年降回英冠。
2021年執教紐卡索聯，亦將球隊帶至英超第四名佳績。

## 生平

### 球員
賀維初時在伯恩茅斯當地的業餘球隊柏利體育（Parley Sports）參賽週末聯賽，其後獲般尼茅夫賞識開展職業足球事業，迅即成為隊中重要成員。他的表現為他帶來不少欣賞者，獲選英格蘭足球聯賽選手隊友賽其義大利同業，更於1998年入選英格蘭U21參賽土倫國際足球邀請賽（Toulon Tournament）。
2002年3月樸茨茅夫以40萬英鎊簽入賀維，是新領隊 哈里·雷德克纳普上任後首位羅致的球員，離隊前賀維為般尼茅夫上陣237場。賀維加盟樸茨茅夫不久即觸傷膝蓋，首個球季便告完結。他在2002/03年球季揭幕日對諾定咸森林復出，但僅作賽9分鐘便再觸傷舊患，新球季就此告吹。直到18個月後的2004年1月才告傷瘉，他於3月轉會窗關閉前被外借到史雲頓，但沒有獲派上陣的機會。
樸茨茅夫在2004/05年球季首三個月將賀維外借返回般尼茅夫，賀維在母會表現回復水準，2004年11月般尼茅夫落實回購賀維，當時球會主席彼得·菲利普斯（Peter Phillips）在互聯網向球迷求助籌款收購賀維，在少於兩天球會便收到13,500英鎊，可見賀維在般尼茅夫球迷心目中的地位，最終賀維以自由身重返母會效力。

### 領隊
2006年12月年僅29歲的賀維獲時任領隊邦特提升為球員兼教練，並帶領般尼茅夫預備隊作賽，但他仍然繼續為一隊上陣。在膝傷一直困擾下，賀維於2007年夏季退役。2008/09年球季般尼茅夫由於財困問題被扣17分，2008年9月邦特被辭退，賀維亦告失業。接任領隊吉米·奎因（Jimmy Quinn）指派賀維回巢擔任青年軍領隊，但吉米·奎因於2008年12月31日僅任教121日後亦被辭退，賀維獲委擔任看守領隊，雖然執教頭兩場均作客吃敗仗，距離護級安全線10分，但仍獲管理層投以信心一票，賀維於1月19日成為正式領隊，執教到球季結束。4月25日般尼茅夫主場在滿座球迷面前以2-1擊敗甘士比，提早一輪確保成功護級。7月8日賀維動筆簽署三年新約。
2009/10年球季賀維帶領般尼茅夫創下球會新紀錄，開季9場取得8勝。2009年11月10日英冠球會彼德堡辭退領隊达伦·弗格森後，要求接觸賀維被般尼茅夫拒絕，而賀維亦表示其心在般尼茅夫並會繼續留隊。雖然球隊大部份時間因買賣球員禁令而嚴重缺乏人腳，多場賽事甚至未能安排齊全7名替補球員，但於2010年4月24日作客2-0擊敗保顿艾尔宾後，帶領球隊提早兩輪確保取得自動升班席位，來季返回英甲角逐。
2010/11年球季開季首5場聯賽取得兩勝兩和一負的成績，期間般尼茅夫的鄰居修咸頓辭退領隊（Alan Pardew）後要求接觸賀維，他在9月9日面試後雖然獲聘，但他予以拒絕。雖然賀維被傳與查爾頓及水晶宮的領隊空缺扯上關係，他仍堅持繼續留隊，直到英冠球會般尼提出邀請，終於打動賀維，於2011年1月16日執教般尼茅夫第100場對高車士打賽後證實離隊，與助教杰森·廷德尔（Jason Tindall）一同加盟般尼，簽約三年半。
2012年10月12日般尼與般尼茅夫達成補償協議，霍維重返母會任教，該季般尼茅夫即取得升班英冠資格。2014至2015年球季，賀維再帶領般尼茅夫贏得英冠冠軍，歷史性升班英超，他本人亦在英格蘭足球聯賽頒獎禮上獲得了「十週年最佳領隊」殊榮。
賀維带领伯恩茅斯在英超作赛共五个赛季，并于2016-17年赛季以第9位完成联赛，是球會史上最高的聯賽年終排名。2019-20球季，球队雖於賽季最後一日作客擊敗愛華頓，仍以一分之差被阿士東維拉壓過，以联赛第18名完成赛事，需降级英冠，其後賀維于8月1日宣佈退任球会领队一职。
2021年11月8日，剛獲由沙特阿拉伯公共投資基金(PIF)牽頭的投資集團收購入股的紐卡索聯宣布委任埃迪霍維為正陷入降級漩渦的紐卡索聯新任領隊。2025年賀維帶領球隊於聯賽盃決賽以2比1擊敗英超聯賽榜首球隊利物浦奪得56年來首項重要錦標。

## 榮譽

### 領隊
般尼茅夫
- 英格蘭足球冠軍聯賽冠軍（1）：2014/15年；
- 英格蘭足球甲級聯賽亞軍（1）：2012/13年；
- 英格蘭足球乙級聯賽亞軍（1）：2009/10年；

紐卡索聯
- 英格蘭聯賽盃冠軍（1）：2024/25年；

個人
- 英格蘭足球聯賽十週年最佳領隊（1）：2005–2015年[23]；
- 英冠每月最佳領隊（2）：2014年10月[24]、2015年3月[25]；
- LMA年度最佳領隊（1）：2015年[26]；
- LMA英冠年度最佳領隊（1）：2014/15年 [26]；

## 外部連結
- 足球資料庫：艾迪·賀維的領隊統計數據
- AFC Bournemouth profile （页面存档备份，存于）